# Gheorghe Pantelie

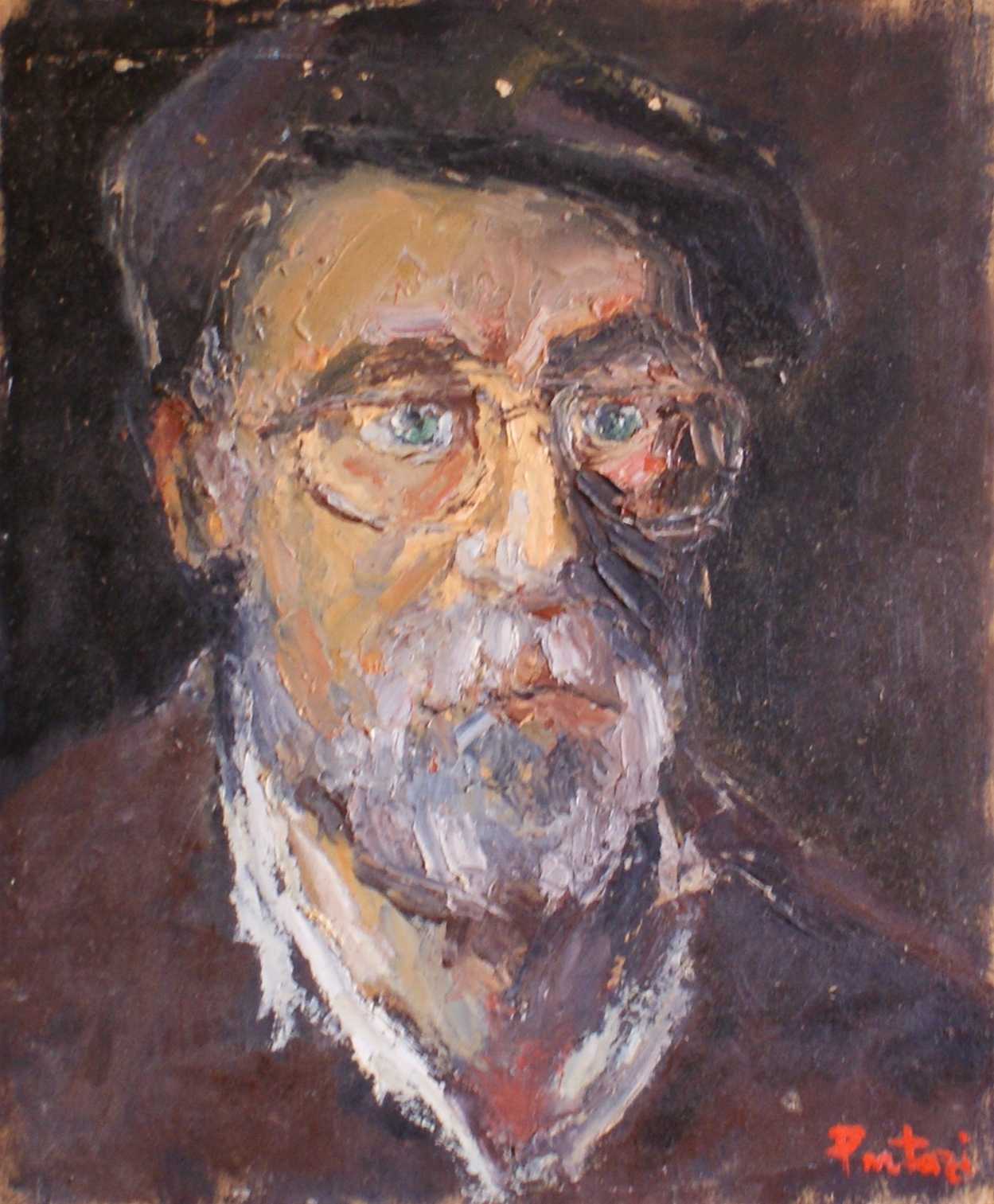
Gheorghe Pantelie / Portret realizat de către Valeriu Pantazi

Gheorghe Pantelie (n. 25 decembrie 1941, Pitești - d. 18 februarie 2008, Pitești) a fost un pictor român și a fost fratele pictorului piteștean Ion Pantilie. Gheorghe Pantelie a fost membru fondator al Galeriei de Artă Metopa din Pitești, membru fondator al Filialei piteștene a Uniunii Artiștilor Plastici din România (1976) și inițiatorul Cenaclului „Ioan Andreescu” (1976). Se poate spune ca Gheorghe Pantelie a fost formator de opinie și a fost beneficiarul unor importante recunoașteri comunitare autume și postume. Gheorghe Pantelie deține Premiul Național pentru Pictură din anul 1974.

## Biografie
Gheorghe Pantelie s-a născut la Pitești în data de 25 decembrie 1941. A urmat cursurile Școlii Medii nr.3 din Pitești după care a absolvit în anul 1963 Colegiul „Alexandru Odobescu” din aceeași localitate. În anul 1971 termină cursurile Institutului de Arte Plastice „Nicolae Grigorescu” din București, la Clasa Octav Angheluță, avându-l ca profesor Gheorghe Vrăneanțu. În anul 1975 devine membru Uniunii Artiștilor Plastici. Începând din anul 1971 are o mulțime de expoziții personale și de grup, peste 30, organizate de către Uniunea Artiștilor Plastici în Pitești, Râmnicu Vâlcea, București, Cluj precum și în Germania și Polonia.
Pictorul Gheorghe Pantelie este prezent în Dicționarul Who's Who din România ediția 2003, în „Istoria picturii românești” al căror autori sunt Marin Mihalache și Vasile Florea și este prezent în Enciclopedia artiștilor plastici români (vol. V). Picturile sale se regăsesc într-o mulțime de colecții particulare și de stat în Germania, Rusia, Ucraina, Polonia, SUA și România. Face călătorii de studii în Grecia, Bulgaria, URSS, Germania, Polonia, Ungaria, apare la emisiuni culturale la Radio și TV și face cronici în Revista Arta.
Ca artist plastic și grafician, Gheorghe Pantelie a fost funcționar de stat, profesor gradul I la desen la Liceul Pedagogic din Câmpulung (1971), Școala de Artă / Liceul Dinu Lipatti (1971 - 2008).  Începând din anul 1990 a ocupat funcția de titular al catedrei de pictură din Liceul de Artă Pitești. În perioada 1997 - 2000 a fost inspector școlar la Inspectoratul Școlar Argeș.
De-a lungul timpului, Gheorghe Pantelie a ocupat funcția de muzeograf (1972 - 1975) al Muzeului Județean Argeș precum și cea de metodist la Casa Creației Argeș (1977 - 1990). Cu aceaste ocazii s-a ocupat de arta veche, arta populară și naivă precum și de cea profesionistă. A fost inspector - șef la Direcția pentru Cultură (1990) și inspector la Inspectoratul Școlar (1997 - 2000).
Gheorghe Pantelie a fost membru fondator al Galeriei de Artă Metopa din Pitești, membru fondator al Filialei piteștene a Uniunii Artiștilor Plastici din România (1976) și inițiatorul Cenaclului „Ioan Andreescu” (1976). Se poate spune ca Gheorghe Pantelie a fost formator de opinie și a fost beneficiarul de importante recunoașteri comunitare autume și postume. Gheorghe Pantelie deține Premiul Național pentru Pictură din anul 1974.
În data de 18 februarie 2008 maestrul Gheorghe Pantelie se stinge din viață ca urmare a unor mai vechi probleme cardiace.

## Calendar expozițional[5]

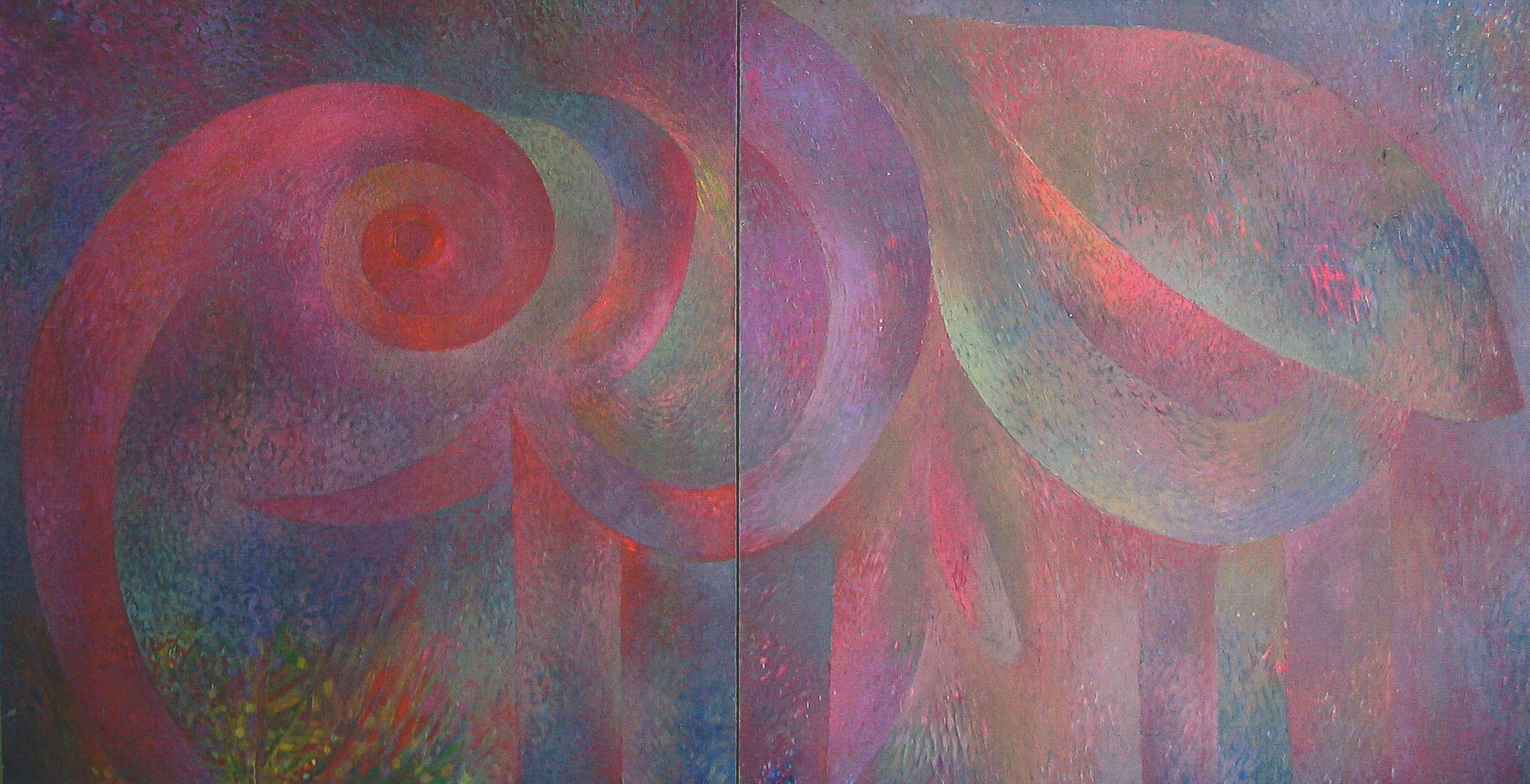
„Paravan” - Pictură de Gheorghe Pantelie

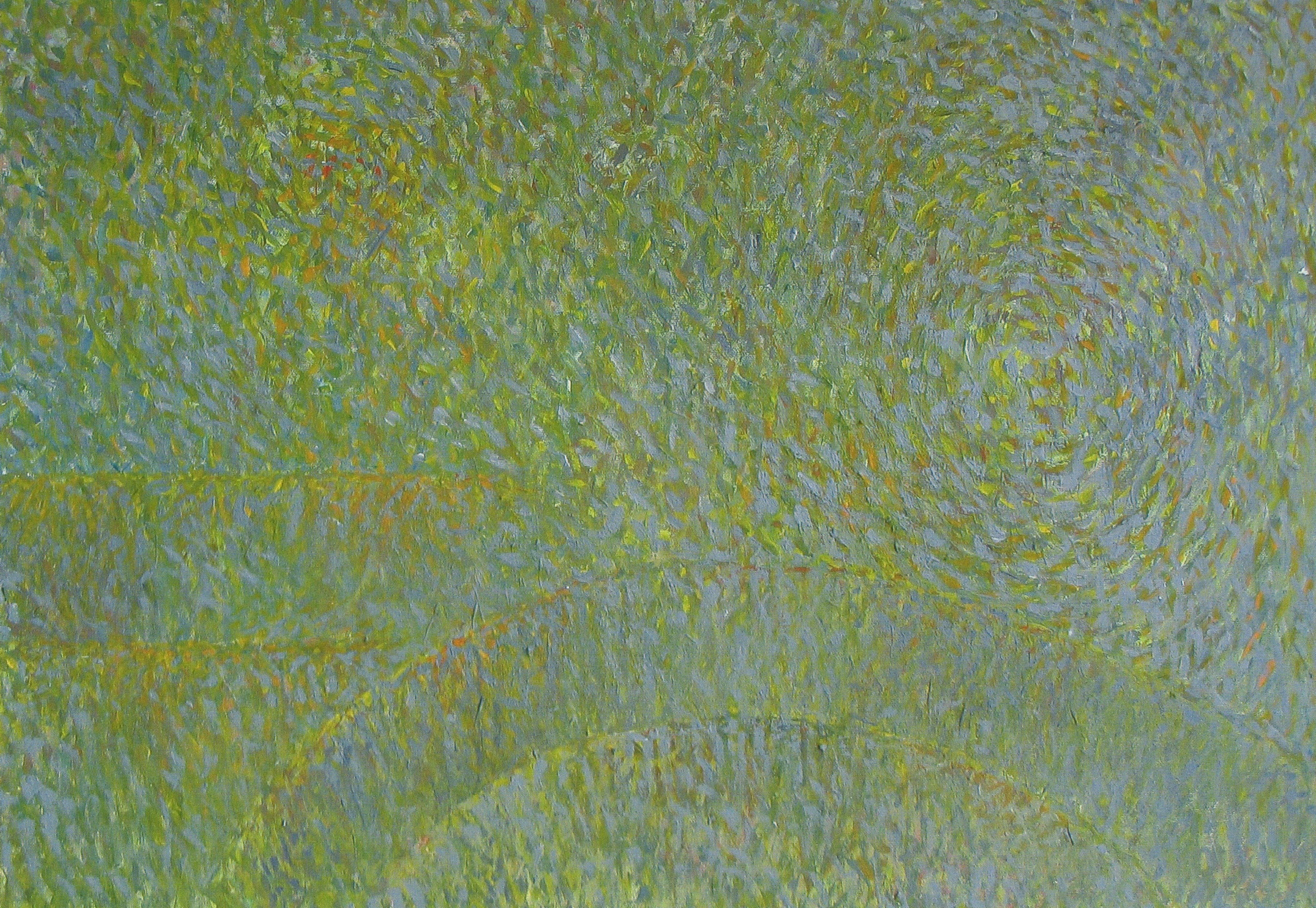
„Parantelie” - Pictură de Gheorghe Pantelie

- 1971 - Expoziția Cenaclului de Artă Plastică din Pitești - Muzeul de Artă, Pitești
- 1972 - Seminificația stilului - Simpozion Muzeul de Artă, Pitești
- 1972 - Expoziție de grup - „Tehnic - Club”, Pitești
- 1973 - Expoziție de grup - „Sala Amfora”, București
- 1973 - Expoziție Plener '73 - Bydgoscz, Polonia
- 1974 - Expoziția națională a tineretului - Muzeul de Artă, Pitești
- 1975 - Expoziție personală - „Galeria de Artă” a Muzeului Județean Argeș
- 1978 - Expoziție de grup - „Galeria de Artă”, Cluj
- 1979 - 1980 - 1981 - Expoziție personală - Galeria de Artă „Metopa” din Pitești
- 1981 - Expoziție de grup - „Căminul Artei”, București
- 1982 - 1984 - 1986 - Bienala de pictură și sculptură - „Sala Dalles”, București
- 1986 - Expoziție de grup - „Sala Dalles”, București
- 1987 - Expoziție personală - Galeria de Artă „Metopa” din Pitești
- 1987 - Expoziție de grup - Râmnicu Vâlcea
- 1989 - Expoziție personală - Galeria de Artă „Metopa” din Pitești
- 1990 - Expoziție de grup - Galeria „Orizont”, București
- 1991 - Expoziție de grup - Erlangen, Germania
- 1992 - Salonul de iarnă - Erlangen, Germania
- 1992 - Târgul anual din Frankfurt, Germania
- 1995 - Expoziție personală - Casa Americii Latine, București
- 1996 - 1997 - Expoziție de grup - „Salonul de Sud”, Muzeul de Artă, Râmnicu Vâlcea
- 1998 - Expoziție personală - Galeria de Artă „Metopa” din Pitești
- 1999 - Expoziție de grup - Galeria de Artă „Metopa” din Pitești
- 1999 - 2000 - 2001 - 2002 - 2003 - 2004 - Salonul Județean, Centrul Cultural Pitești
- 2004 - Expoziție de grup - Galeria de Artă „Metopa” din Pitești
- 2004 - Expoziție de grup - Sala „Artă”, Câmpulung Muscel
- 2004 - Dialog între generații - Filiala U.A.P. Pitești - Muzeul Județean Argeș
- 2005 - Expoziție de grup - Galeria de Artă „Metopa” din Pitești
- 2005 - Expoziție de pictură - Sala „Artis”, București
- 2007 - Regal de pictură la „Metopa”[6]

## Caracterizări
- Iolanda Malamen

„       Rareori mi-a fost dat să văd un spirit mai disponibil dialogului, rareori am văzut un artist mai neconcesiv cu superficialitatea și cu locul comun și rareori am văzut un artist la care acea stare ataraxică, necesară oricărui creator, să fie trăită, în mod paradoxal, ca opusul ei, prin frămîntări, neliniști și elan paroxistic. Am privit adesea cărțile despre artă, din propria bibliotecă, pe care le citea și recitea, le adnota, le sublinia febril, pînă cînd paginile se desprindeau din legături. Era categoric și volubil cu lucrurile pe care le iubea. Era un meșteșugar în căutarea absolutului, care disprețuia improvizațiile și credea cu ardoare în misionarismul social al artistului. Piteștiul a fost pentru el o matrice sufletească, un spațiu de care nu s-a putut desprinde niciodată, deși unele tentative au existat de-a lungul anilor. Nu lipseau, bineînțeles, ierarhizările proprii, amplu și bine fondate, care exprimau venerări, afilieri și convingeri lucide. Interesat de ceea ce produc tinerii artiști, era adeptul necesității tuturor experimentelor.
       Gheorghe Pantelie nu este un pictor al intuiției și al obsesiei formale și nici un izbăvitor de lumi palpabile nici măcar atunci cînd își pictează ibricul în care-și face cafeaua și nici cînd polemizează cu umor pe subiecte de haos social și economic postdecembrist. Picta în transa limbajului vertebrat (cel care nu-și etalează suficiențele) și surprindea hieraticul sau pîlpîirile viului, decelînd, ordonînd și destăinuind. Clădea și refăcea, filtra și risipea miriade de puncte cromatice, cu care-și construia imaginarul. Înfloriri stranii, vegetații monadelfe, naturi statice, aflate parcă într-o enigmatică înfiorare a luminii și a umbrelor vorbesc despre determinare, control asupra spațiului și ardoare cromatică.
       Cu puțin înainte de moarte, avînd (posibil) sentimentul marii treceri, se portretizează, realizînd două răscolitoare oglindiri: una cu trimitere clară la celebrul Autoportret al lui Van Gogh, cealaltă arătînd chipul patetic al unui clovn îmbătrînit, ce-și ține bastonul pe genunchi ca pe singurul obiect care-l mai leagă de existența pămînteană.”—Revista Luceafărul, 2008 - Gheorghe PANTELIE, zbucium și izbăvire, de Iolanda Malamen

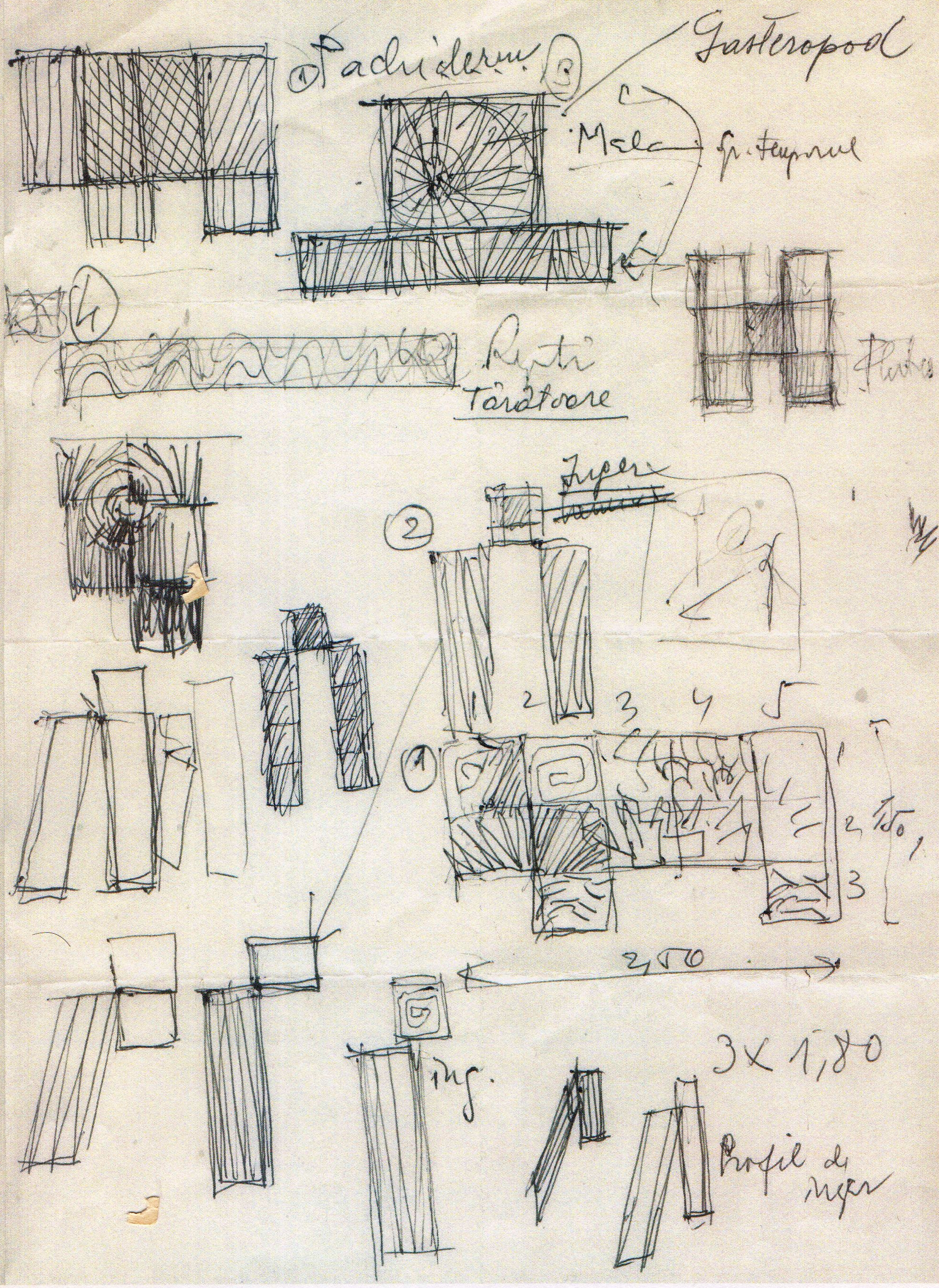
„Expoziţie” - Grafică de Gheorghe Pantelie

- Centrul Cultural Pitești - EDITORIAL scris de Virgil Diaconu:

„       Pe Gheorghe l-am văzut întotdeauna ca pe un artist. De fapt, printre oamenii de cultură, el era Artistul, prin excelență. Îi recunosc acest atribut în primul rând pentru calitatea lucrului făcut. Și, poate, pentru atitudinea sa în cetate. El este singurul pictor al urbei care a semnat în anul 2001, la Centrul Cultural și la Metopa, o expoziție protest. El a înfierat cultura de cartier subvenționată de Guvern, indiferența puterii față de mizeria vieții, vai,  postrevoluționare, imoralitatea și corupția ridicate la rang de instituție. Lume multă și bună la vernisaj, oameni politici care se admirau în oglindă… Apoi, viața intra pe făgașul ei, pe același făgaș.
       Cum gândea Gheorghe Pantelie? Să-l urmărim ce declară într-un interviu:
              „Îmi doresc ca toți intelectualii piteșteni să miște, cu energia lor pozitivă, lucrurile înspre calitate. Ne-am născut să gândim. Dacă există “Judecata de Apoi”, să vedeți cum o să fim trași la răspundere pentru că ne-am folosit creierul prost, că n-am gândit cât trebuie! Nu mă refer la cei săraci cu duhul, ci la cei care încearcă să păcălească existența. E momentul să ne provocăm limitele, pentru că nu poți să trăiești cu un suflet sărac.””
- Gheorghe Pantelie despre el însuși:

„Am de toate: cataloage, expoziții, participări, premii, un munte de diplome. Toate sunt hârtii fără valoare, oricine își poate face rost de așa ceva numai să vrea. Doresc să-mi fac singur o scară înaltă din pictura mea, o scară pe care să mă pot sui la cer; că de pământ m-am c-am săturat.”
- Virgil Diaconu

„       Deși a fost considerat un pictor remarcabil, Gheorghe Pantelie s-a îndoit ani de-a rândul de arta sa, căutându-și în permanență un mod de a fi, propria pictură, în multele și contradictoriile feluri de a fi ale picturii. Gheorghe purta nesfârșite discuții teoretice asupra picturii, asupra problemelor ridicate de ea. El picta, distrugea și o lua de la capăt. Numai în ultimele săptămâni ale vieții sale, deci la 67 de ani, când lucra pentru expoziția ce avea să fie ultima, a putut spune "Abia acum am înțeles ce este pictura".
       Dar cum era pictura pe care ajunsese să o înțeleagă Pantelie? Aceasta reușise să elimine obiectul, lumea, materia și materialitatea, reprezentarea și, drept consecință, să rămână doar culoare, la raporturile cromatice, așa cum muzica rămâne la sunete și la modularea lor artistică. Ultimele lucrări ale lui Gheorghe Pantelie sunt fără obiect. Sunt doar culoare. Iar culoarea lucrată de el este pictură.”—Virgil Diaconu, Cafeneau literară, 9/116, septembrie 2012, Anul X, Pitești, pag.48.

## Critică de artă

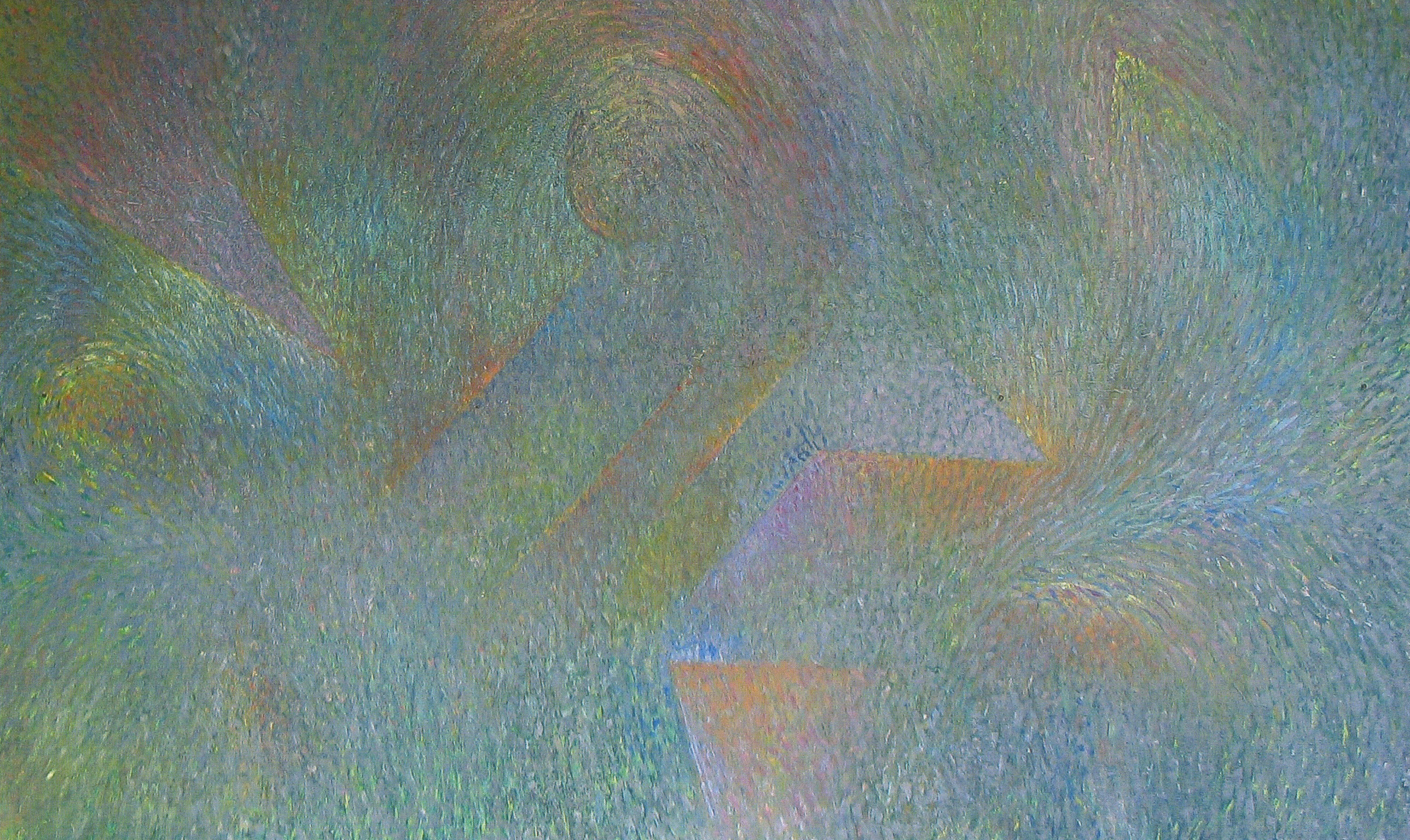
„Parasolar” - Pictură de Gheorghe Pantelie

- Iolanda Malamen

„Georghe Pantelie, ..., artist plurivalent, cu mare vocație pedagogică și cu exemplar simț critic, căutând mereu, cu intenția de-a opune căutării, rezolvarea, aidoma unui demiurg, artist cerebral, meditativ, pentru care forma și culoarea ard în peisaje (iertat fie-mi curajul!), universale, artist ce vede ce alții n-ar putea vedea în trei vieți, umblând prin limbajul plastic cu o vehemență fertilă, Gheorghe Pantelie, atât de parcimonios cu demonii celebrității, și-a asumat cultura occidentală, extrăgând din ea "miezul" tainic în care ca într-o rotire apoteotică, culoarea devine înțelesul luminii și al întunericului. O lecție de pictură de neuitat, un limbaj în care impresia este invers proporțională cu natura din jurul nostru, adică devine concept mistic, și, după cum marturisește însuși Gheorghe Pantelie, "pictura mea stă la mijloc, între lumină și întuneric.”—Gheorghe Pantelie și Ion Pantilie expun la "Artis", de Iolanda Malamen, 31 martie 2005

## Premii și distincții

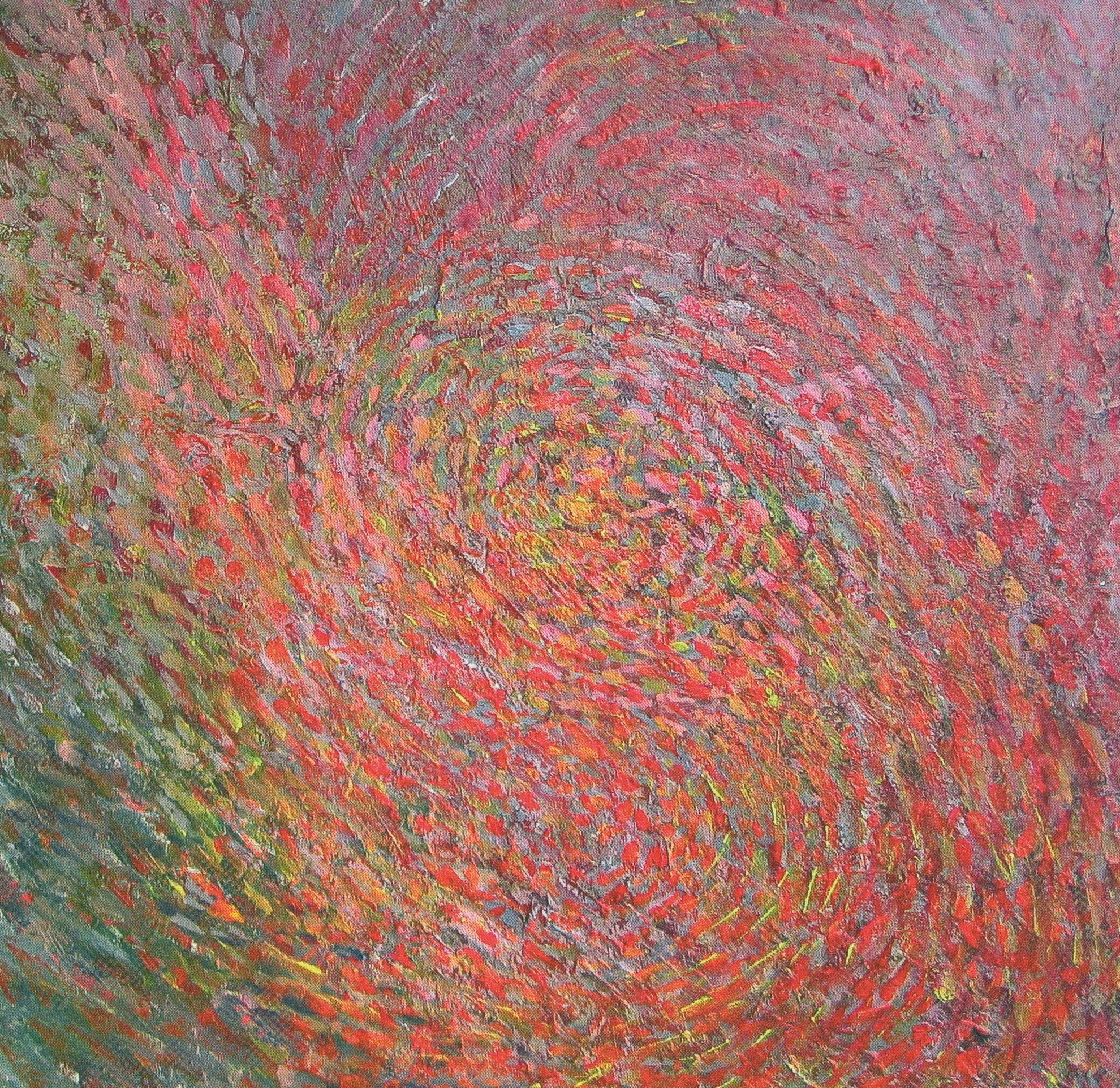
„Paraxială” - Pictură de Gheorghe Pantelie

- 1974 - Premiul Republican de Pictură pentru pictură.[4]
- 2002 - 2003 - Premiul de Excelență Argeș.[4]
- 2003 - Premiul pentru activitate Expozițională oferit de către ziarul „Societatea Argeșeană”.[4]
- 2012 - Cu ocazia vernisajului expoziției din Galeria de Artă a Bibliotecii Județene Argeș, a pictorilor bucureșteni Paul Mecet Ciuciumiș și Valeriu Pantazi, acesta din urmă propune ca holul bibliotecii să poarte numele de Galeria “Gheorghe Pantelie”, fapt care s-a realizat în același an.[10] Cu această ocazie s-a publicat și un album omagial Gheorghe Pantelie.[11]

## Galerie

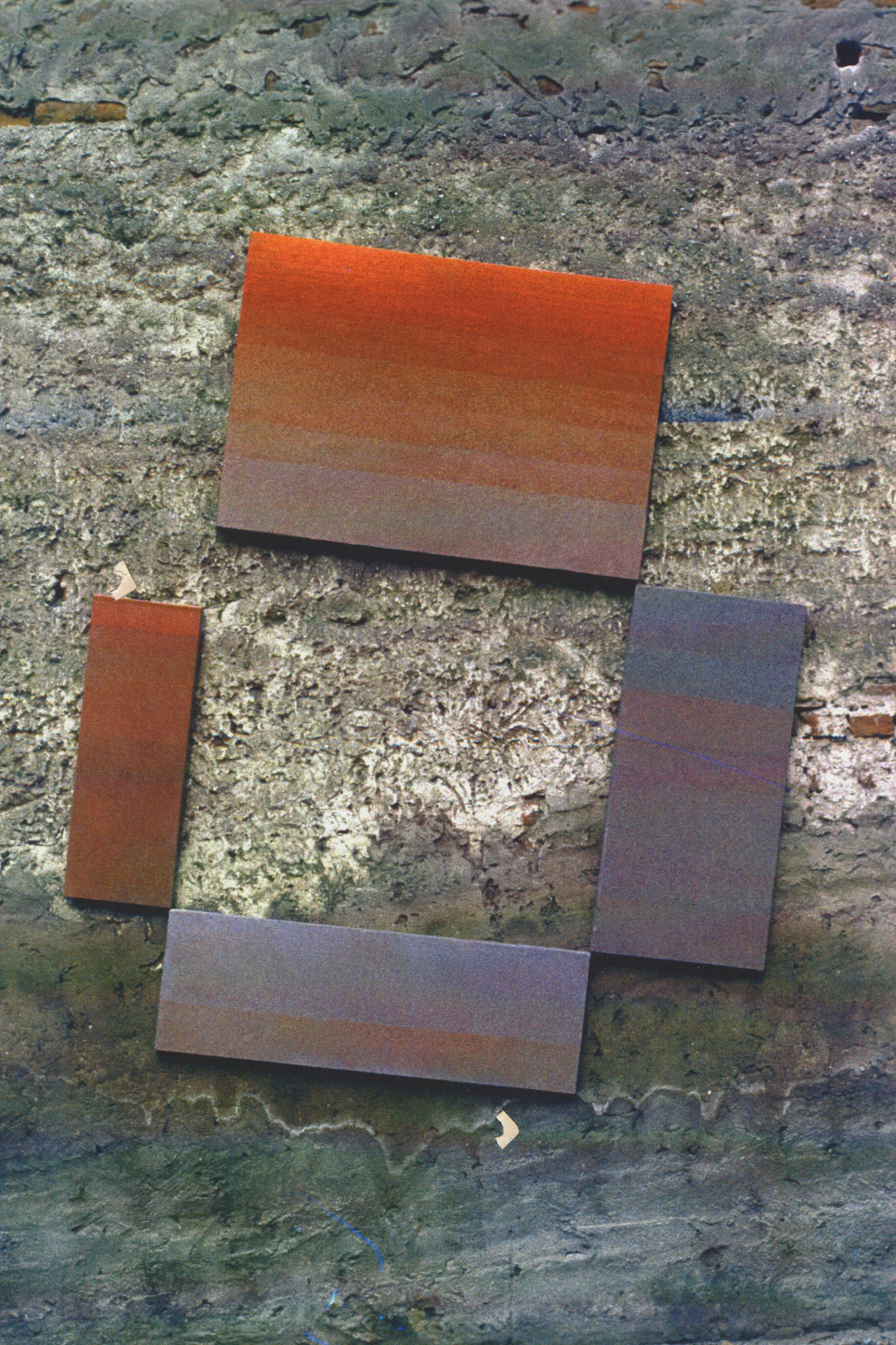
Paralaxa
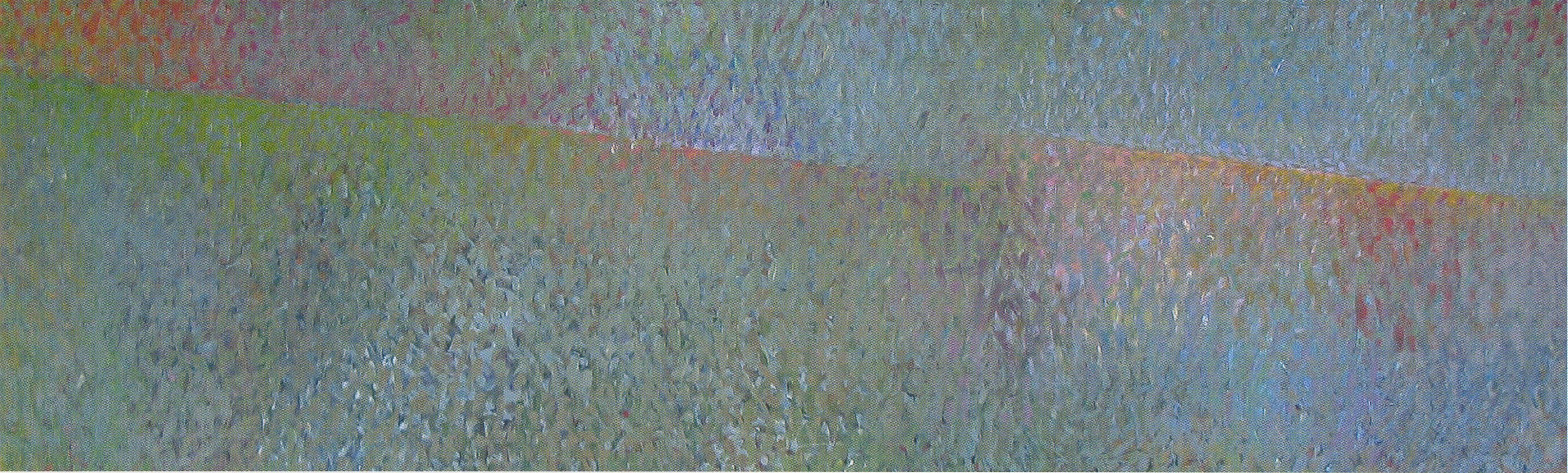
Paradox
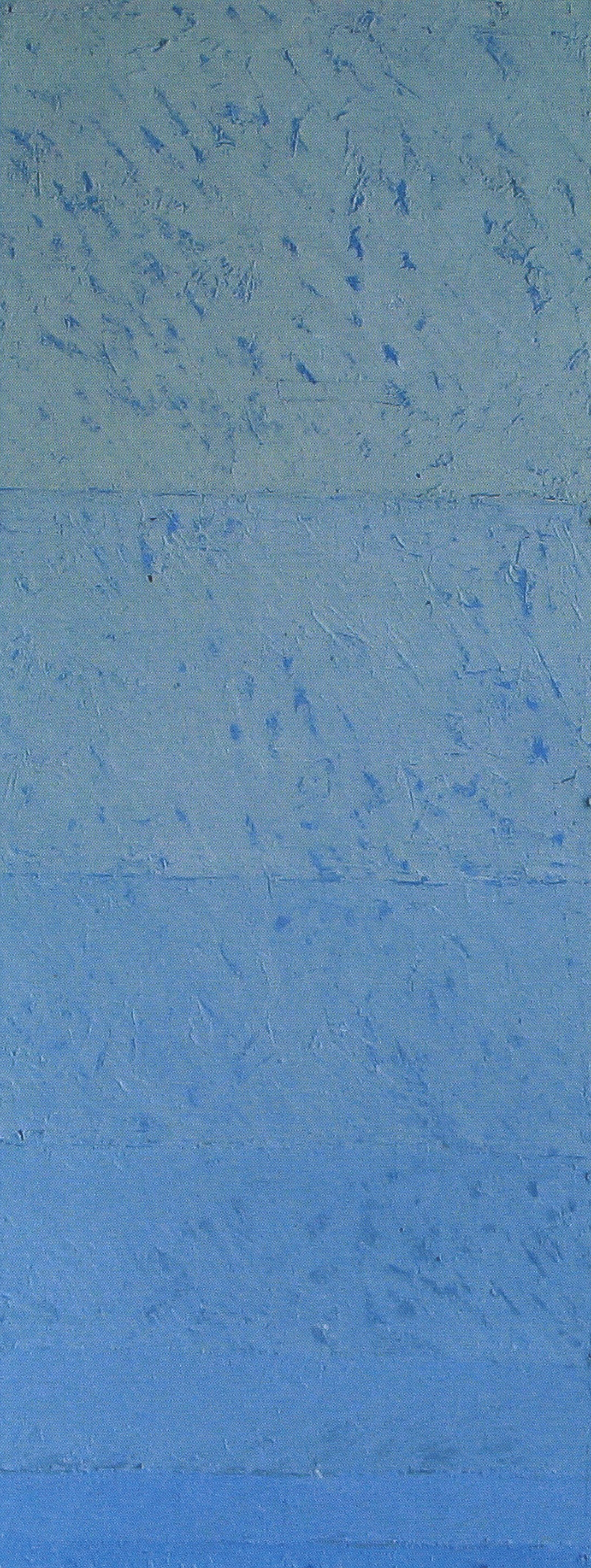
Paralele